# 너브 (영화)
《너브》(영어: Nerve)는 2016년 공개된 미국의 테크노스릴러 모험 영화이다. 에마 로버츠, 데이브 프랭코, 줄리엣 루이스 등이 출연하였다.

## 줄거리
스태튼아일랜드 고등학교 졸업반 비는 너브(Nerve)라는 온라인 게임을 통해 위험천만한 도전 과제들을 수행하게 된다.

## 출연
- 에마 로버츠 - 비너스 "비" 델모니코 역
- 데이브 프랭코 - 이언 / 샘 역
- 에밀리 미드 - 시드니 역
- 마일스 하이저 - 토미 역
- 줄리엣 루이스 - 낸시 역
- 키미코 글렌 - 리브 역
- 마크 존 제프리스 - 웨스 역
- 콜슨 베이커 - 타이 역
- 브라이언 마크 - J.P. 거레로 역
- 에드 스콰이어스 - 척 역
- 서미라 와일리 - 해커 퀸 역
- 케이시 나이스탯 - 본인 역
- 조니 보샴프 - 문지기 역
- 앨버트 시드완 - 클래런스 역
- 데이먼드 맥팔런드 - 데릭 역
- 디마 에이킨 - 로비 역
- 마이클 드레이어 - 맥밀런 역
- 라이터 도일 - 버그도프 판매원 역
- 아리엘 밴던버그 - 버그도프 판매원 역
- 크리스 브레슬린 - 버그도프 경비원 역
- 웨슬리 볼시 - 택시 운전수 역
- 얼 W. 메이어스 - 경비원 역